# Corporatización
La corporatización es el proceso de transformación y reestructuración de activos estatales, agencias gubernamentales, organizaciones públicas u organismos municipales en corporaciones. Implica la adopción y aplicación de prácticas de gestión empresarial y la separación de la propiedad de la gestión a través de la creación de una estructura accionaria o de acciones conjuntas para la organización. El resultado de la corporatización es la creación de empresas estatales (o corporaciones en otros niveles de gobierno, como las corporaciones de propiedad municipal) donde el gobierno retiene la propiedad mayoritaria de las acciones de la corporación. La corporatización se lleva a cabo para mejorar la eficiencia de una organización, para comercializar sus operaciones, para introducir técnicas de gestión empresarial a las funciones públicas, o como paso previo a la privatización parcial o total.

## Historia
El movimiento hacia la reforma económica neoliberal y la reforma del servicio público de la Nueva Gestión Pública en la década de 1980 condujo a la privatización de las funciones públicas en muchos países. La corporatización fue vista como un paso intermedio en el camino hacia la privatización. Estas empresas estatales están organizadas de la misma manera que las sociedades anónimas privadas, con la diferencia de que las acciones de la empresa permanecen en propiedad del Estado y no cotizan en la bolsa de valores. Hoy en día, la corporativización a menudo se ve como un fin en sí mismo para introducir autonomía en las organizaciones, con la esperanza de que esto traiga beneficios de eficiencia.
La República Popular de China implementó una reestructuración a gran escala de las empresas estatales a partir de las reformas económicas iniciadas en 1978, donde se otorgó a las empresas estatales una mayor autonomía en sus operaciones a partir de la planificación estatal de toda la economía. Esto culminó en una ola masiva de corporatización entre 1992 y 2002 con la adopción de una economía de mercado y la apertura de las bolsas de valores de Shenzhen y Shanghái. La corporatización implicó la reestructuración de las empresas estatales para que operaran como entidades comerciales y de mercado manteniendo la propiedad estatal o la propiedad estatal mayoritaria.
Algunos argumentan que la tendencia hacia la corporatización se ha acelerado debido a las crisis financieras, aunque hay evidencia de que ha habido una tendencia hacia la corporatización desde al menos el comienzo del siglo.

## Razones y efectos
La corporatización se puede utilizar para mejorar la eficiencia de la prestación de servicios públicos (con éxitos mixtos), como un paso hacia la privatización (parcial) o para aliviar la tensión fiscal.

### Potencial mejora de la eficiencia
Un propósito clave de la corporativización es la externalización. El efecto de la corporativización ha sido convertir departamentos estatales (o servicios municipales) en empresas públicas e interponer juntas comerciales de directores entre los ministros accionistas/ayuntamiento y la administración de las empresas. Tal externalización crea autonomía legal y administrativa de los políticos, lo que podría aumentar potencialmente la eficiencia, ya que protege a la empresa de la politización de su accionar. Sin embargo, la corporatización también puede fallar en generar eficiencia (o causar ineficiencia), porque esta autonomía reduce la capacidad del gobierno para monitorear su gestión. Si la corporatización es beneficiosa puede depender de la naturaleza del servicio que se corporatiza, donde la autonomía puede ser menos beneficiosa para servicios más politizados y complejos.

### Paso hacia la privatización o la hibridación
Aunque la corporatización debe distinguirse de la privatización (la primera involucra corporaciones de propiedad pública, la segunda, de propiedad privada), una vez que un servicio ha sido corporativizado, a menudo es relativamente fácil privatizarlo o privatizarlo parcialmente, por ejemplo, vendiendo parte o la totalidad de sus servicios. las acciones de la empresa a través de la bolsa de valores. La corporatización también puede ser un paso hacia la creación de formas híbridas de organización, tales como sociedades públicas-privadas institucionales u organizaciones de servicios intermunicipales.

### Aliviar el estrés fiscal
La corporativización también es un medio para aliviar el estrés fiscal, ya que las corporaciones pueden convertirse en organizaciones independientes que no cuentan para los presupuestos de los municipios.

## Predominio
La corporativización de empresas estatales y empresas de propiedad colectiva fue un componente importante del programa de reestructuración económica de las antiguas naciones comunistas, sobre todo la República Popular China. La economía de mercado socialista contemporánea de China se basa en un sector estatal corporatizado donde las empresas estatales son propiedad del gobierno central pero se administran de manera semiautónoma.

## Áreas principales

### A nivel nacional
A escala nacional, las principales áreas de servicios que se han corporatizado en el pasado incluyen:
- Ferrocarriles nacionales, el impulso inicial a la corporatización de funciones que habían pertenecido a los órganos de gobierno nacionales y locales se inició en el ámbito de la construcción del ferrocarril nacional a mediados del siglo XIX.
- Carreteras, por ejemplo autopistas de peaje.
- Electricidad
- Telecomunicaciones

### A nivel local
A escala local, las principales áreas de servicios que se han corporativizado incluyen:
- Gestión del agua, por ejemplo, las compañías holandesas de suministro de agua son corporaciones de propiedad pública (principalmente de municipios, pero también de gobiernos regionales).
- Servicios de autobús
- Recogida de basuras
- Desarrollo de vivienda
- Servicios estatales de empleo
- Teatros e instituciones culturales